# Gottlieb Konrad Pfeffel

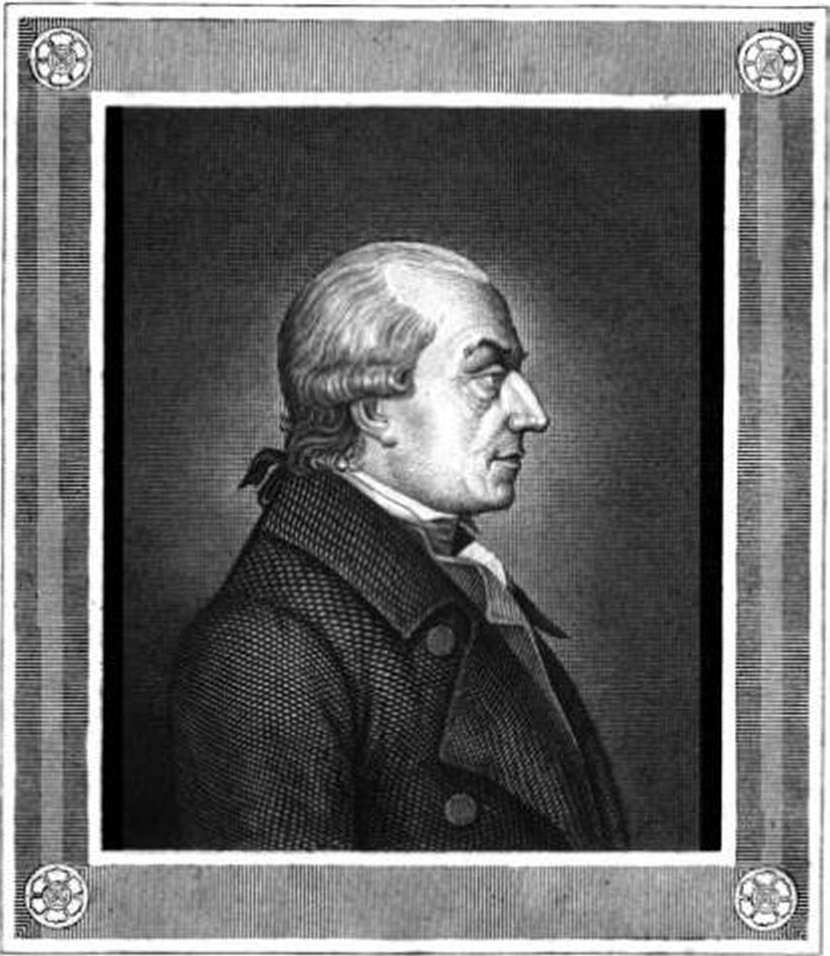
Gottlieb Konrad Pfeffel

Gottlieb-Konrad Pfeffel (Colmar, 28 de junio de 1736 - Colmar, 1 de mayo de 1809) fue un pedagogo, escritor, traductor y militarista alsaciano. Estudió derecho en la Universidad de Halle con Christian Wolff en 1763 y ciencia militar en Darmstadt en 1773. En 1758 se quedó ciego como consecuencia de una operación. En 1759 se casó con Margaretha Cleophe Divoux, hija de un marchante de Estrasburgo con la que tuvo tres hijos. En 1782 se instaló en Biel y fue elegido miembro honorario de la Academia de las Artes de Prusia en 1788.
Después de la Revolución Francesa, perdió su orden militar y su heredad, y trabajó con diversos heraldos y traducciones hasta que Napoleón I le otorgó una pensión anual en 1806. Trabajó para la publicación Flora y fue nombrado miembro de honor de la Academia de Ciencias de Baviera en 1808. 

## Obras seleccionadas
- Fabeln (1783)
- Poetische Versuche (10 vols.), 1802-10
- Prosaische Versuche (10 vols.), 1810-12
- Politische Fabeln. 1754-1809
- Biographie eines Pudels und andere Satiren. Langewiesche-Brandt, Ebenhausen 1987, ISBN 3-7846-0134-0.
- Politische Fabeln in Erzählungen und Versen. Greno-Verlag, Nördlingen 1987, ISBN 3-89190-837-7.

En México, los editores de La Ilustración Potosina, José Tomás de Cuéllar y el Licenciado José María Flores Verdad, incluyeron su cuento "La oveja perdida" en La Ilustración Potosina. Refiere la historia el reencuentro del caballero luso Arnolfo con su esposa Berta y su pequeña hija Emma. La Ilustración Potosina, San Luis Potosí, 1870, pp. 264-267.